# Тептяро-Бобильське повстання 1747 року
Тептяро-бобильське повстання 1747 року — антиурядовий виступ населення Осинської та Сибірської даруг, викликане зростанням податків.

## Попередні події
Бобили та тептярі, як і башкири, платили непрямі податки. З кінця XVII століття вони почали залучатися до виконання деяких трудових повинностей, що викликало в них невдоволення. У 1717 році бобилі та тептярі з різних сіл Ногайської та Сибірської доріг скаржилися на виконання трудових повинностей, незважаючи на обіцянку звільнити їх від трудової повинності у 1708 році.

## Причини
Основним приводом послужив сенатський указ від 22 травня 1747 року, який проголошував оподаткування тептярів і бобилів податком (по 80 копійок з душі чоловік. статі) замість ясаку (по 82 копійки з двору), мішарів — ясаком (25 копійок із двору).

## Повстання
Хвилювання почали посилюватися наприкінці травня 1747 року.

### Учасники
Повстання очолили:
- Абдул Люселєєв
- Муртаза Нурмешов
- Нурко Борисов
- Сабан Ураєв
- Семен Семенов.

Брали участь тептярі, бобилі та мішарі. У липні тептярі і бобилі з сіл Алтибаєво, Казово, Сухоязи, Тагаєво, Тазларово Осинської дороги та сіл Байгільдіно, Бедєєво, Мелегес, Німислярове, Укарлине, Шиди Сибірської дороги, розправившись з представниками місцевої низової адміністрації, звернулися до виконавця посади уфимського воєводи полковника Люткіна з про свою незгоду платити подати і проханням про надання своїм виборним паспорта для поїздки до Санкт-Петербурга зі скаргою. Торішнього серпня невдоволення охопило мішарів Осинської даруги.

## Придушення
Побоюючись посилення заворушень, оренбурзький губернатор Іван Неплюєв направив у район повстання урядові війська під командуванням генерал-майора Р. Штокмана (1750 осіб) і секунд-майора З. Ф. Кублицкого (550 осіб).
З наближенням військ більшість тептярів і бобилів погодилася сплачувати новий податок. Частина тептярів та бобилів Осинської даруги (близько 400 осіб) відмовилася підкоритися владі і в бою біля річки Швидкий Танип були розгромлені (близько 70 людей загинули, 100 взято в полон, решта втекла). Керівники повстання були покарані батогом і заслані на вічну каторгу у фортецю Рогервік, інші заарештовані частиною заслані за межі краю або висічені батогом і віддані старшинам на поруки.